# Blurry
Blurry è il secondo singolo del gruppo post grunge statunitense Puddle of Mudd, tratto dall'album Come Clean.
Questo singolo è il più conosciuto e popolare del gruppo, ed ha raggiunto la prima posizione nelle classifiche Billboard Hot Mainstream Rock Tracks e Alternative Songs rimanendovi, rispettivamente, per dieci e nove settimane. In seguito la canzone ha raggiunto anche la quinta posizione nella classifica Billboard Hot 100.
Blurry può presentare, a seconda dell'interpretazione, diversi temi. Oltre alla classica rottura di un rapporto, è presente la vigliaccheria; tuttavia, la canzone è stata scritta da Wes Scantlin proprio per il tema che viene poi mostrato nel video, ossia la mancanza che sente del figlioletto Jordan.

## Video musicale
Il triste video musicale che accompagna la canzone mostra il frontman della band, Wes Scantlin, che a intermittenza suona con il gruppo in un garage e gioca con suo figlio Jordan. Verso la fine del video, diretto dal leader dei Limp Bizkit Fred Durst, la madre ed il patrigno del bambino, che in una sequenza precedente si vedono mentre litigano davanti al bambino, lo portano via in macchina, mentre Wes li guarda allontanarsi dalla finestra. La versione radiofonica della canzone e quella del video hanno una durata minore rispetto alla versione dell'album, ridotta a 4:18 minuti.

## Apparizioni su altri media
- Il singolo è stato utilizzato come tema del videogioco Ace Combat: Squadron Leader.
- La canzone è stata inserita, inoltre, nel trailer del film del 2003 Il risolutore.

## Riconoscimenti
| Pubblicazione | Paese | Riconoscimento                               | Anno | Grado |
| ------------- | ----- | -------------------------------------------- | ---- | ----- |
| AOL Radio     | USA   | "Top Alternative Songs of the Decade - 2000" | 2009 | 3     |